# Nick Castle
Nicholas Charles Castle, Jr. (Los Angeles, Califórnia, 21 de setembro de 1947) é um diretor de cinema e ator norte-americano mais conhecido por seu papel como Michael Myers no filme Halloween de John Carpenter. Castle também co-escreveu Escape from New York com Carpenter.

## Biografia

### Início da vida
Castle nasceu em Los Angeles, Califórnia, filho de Millie e Nicholas Charles Castle, Sr. que era um ator e coreógrafo de filmes, televisão e no palco, e foi nomeado para um Emmy. como uma criança, Nick Castle muitas vezes pareceu como figurante ou em papéis de pouco em filmes de seu pai. Ele estudou cinema na USC, onde atuou como diretor de fotografia para o curta-metragem live-action The Resurrection of Broncho Billy.

### Carreira
Créditos de Castle no cinema incluem Major Payne, Dennis the Menace, The Last Starfighter e Connors's War como diretor, Escape from New York e Hook como roteirista e Tap como ambos. 
Ele interpretou Michael Myers no filme de terror de 1978 Halloween, dirido pelo ex-colega da USC John Carpenter, sendo pago 25 dólares por dia.
O projeto mais recente de Castle é o roteiro de August Rush, um musical-drama dirigido por Kirsten Sheridan e estrelado por Freddie Highmore, Jonathan Rhys-Myers, Robin Williams e Keri Russell, lançado em 2007. Ele também estrela como a si mesmo no documentário de 2010 Halloween: The Inside History.
Castle ganhou um Saturn Award de melhor roteiro para The Boy Who Could Fly, um Silver Raven (para Delivering Milo), um Grand Prize (para The Last Starfighter), um Bronze Gryphon e uma Medalha de Ouro do Conselho Regional.

## Filmografia

### Diretor
| Ano  | Título                      | Notas     |
| ---- | --------------------------- | --------- |
| 2006 | Connor's War                | Televisão |
| 2004 | The Seat Filler             |           |
| 2001 | 'Twas the Night             | Televisão |
| 2001 | Delivering Milo             | Televisão |
| 1996 | Mr. Wrong                   |           |
| 1995 | Major Payne                 |           |
| 1993 | Dennis the Menace           |           |
| 1990 | Sangri-La Plaza             | Televisão |
| 1989 | Tap                         |           |
| 1987 | Amazing Stories             | Televisão |
| 1986 | The Boy Who Could Fly       |           |
| 1984 | The Last Starfighter        |           |
| 1982 | Tag: The Assassination Game |           |

### Ator
| Ano  | Título                        | Papel                     | Notas        |
| ---- | ----------------------------- | ------------------------- | ------------ |
| 1974 | Dark Star                     | Alien                     | Sem créditos |
| 1978 | Halloween - A Noite do Terror | Michael Myers / The Shape |              |
| 1981 | Fuga de Nova York             | Pianista                  |              |
| 1986 | O Garoto que podia Voar       | O Coupe De Villes         |              |
| 2018 | Halloween                     | Michael Myers / The Shape |              |
| 2019 | Em Busca da Escuridão         | Ele Mesmo                 | Documentário |
| 2020 | Em Busca da Escuridão Parte 2 | Ele Mesmo                 | Documentário |
| 2021 | Halloween: Kills              | Michael Myers / The Shape |              |
| 2022 | Halloween: Ends               | Michael Myers / The Shape | Pós-Produção |